# 阿爾察赫封鎖
阿爾察赫封鎖又稱納戈爾諾-卡拉巴赫封鎖、拉欽走廊封鎖，是亞塞拜然於2022年12月至2023年9月30日對阿爾察赫共和國（納戈爾諾-卡拉巴赫）的封鎖，為納戈爾諾-卡拉巴赫衝突的一部份。

## 背景
阿爾察赫共和國為受亞美尼亞支持的有限承認國家，居民大多為亞美尼亞人，但在國際上被視為亞塞拜然領土的一部份。2020年納戈爾諾-卡拉巴赫戰爭後雙方簽署停火協議，俄羅斯維和部隊進駐阿爾察赫，亞美尼亞軍隊則撤離。阿爾察赫在2020年戰爭後因失去大量領土，對亞美尼亞的依賴更深，在封鎖發生前有90%的食物為自亞美尼亞進口。但阿爾察赫與與亞美尼亞本土僅通過拉欽走廊相連，拉欽走廊因此被視為阿爾察赫的「生命線」，除食物外亞美尼亞也透過此走廊向阿爾察赫輸送天然氣，後者的網路、電網與電話線也是由此和外界連通。2017年亞美尼亞瓦爾代尼斯與阿爾察赫馬爾達凱特間的公路貫通，為連通兩國的替代道路，但2020年戰爭後因中間一段被亞塞拜然佔領而遭截斷。阿爾察赫首府的機場斯捷潘納克特機場則自1990年後即關閉，因此無法使用空路常態運補，2011年阿爾察赫政府一度嘗試重開機場，但因亞塞拜然威脅將擊落飛經阿爾察赫上空的航班而未果。
1989年8月亞塞拜然對阿爾察赫進行第一次封鎖，1991年至1992年第一次纳戈尔诺－卡拉巴赫战争期間亞塞拜然再次包圍阿爾察赫首府斯捷潘納克特。而此次封鎖發生前，2022年內亞塞拜然便已三度截斷阿爾察赫的天然氣管道，最長長達三週。

## 經過

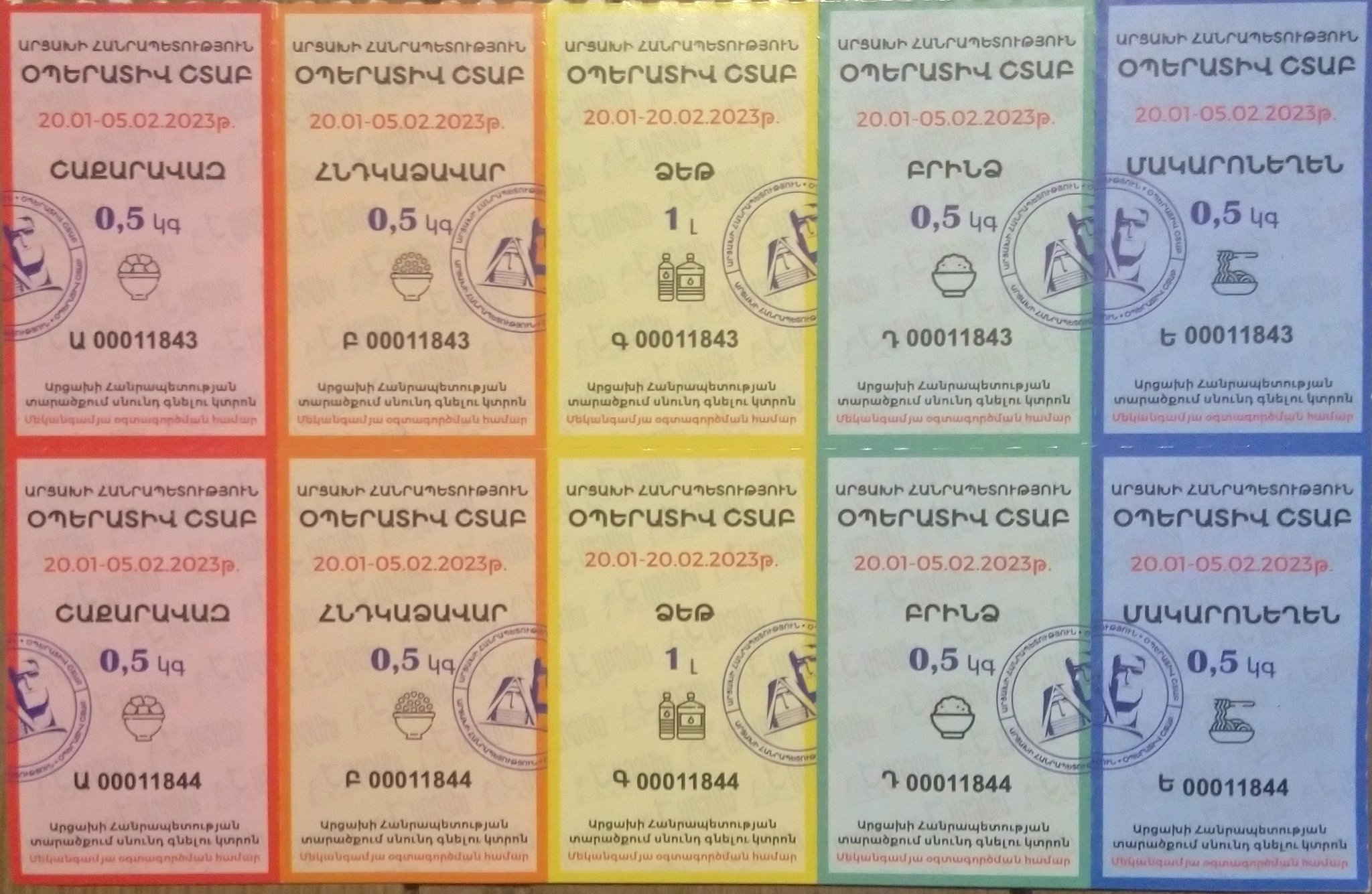
封鎖發生後，阿爾察赫政府發行糖、蕎麥、義大利麵、植物油與米飯的配給票

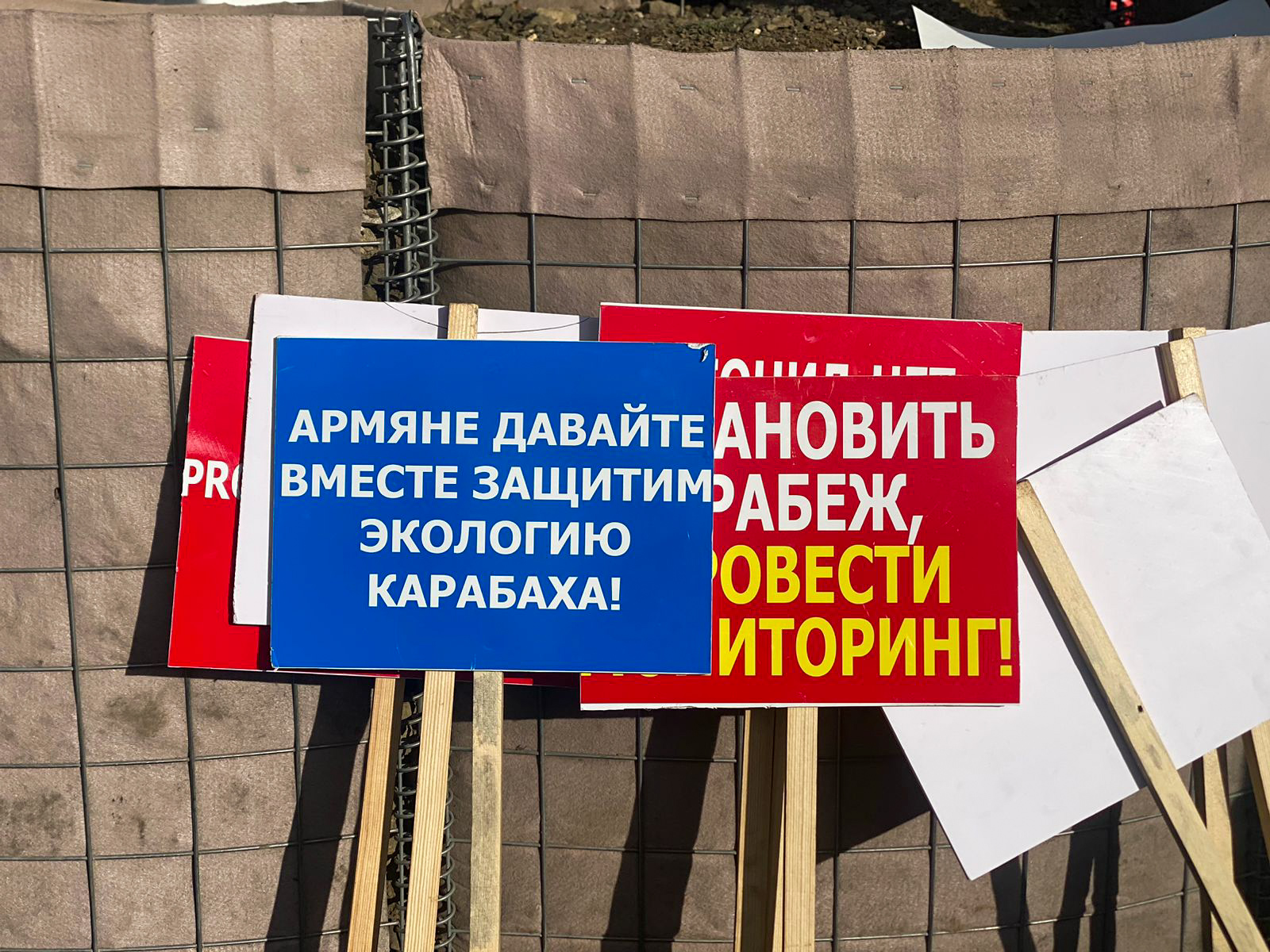
亞塞拜然方抗議人士使用的俄文標語

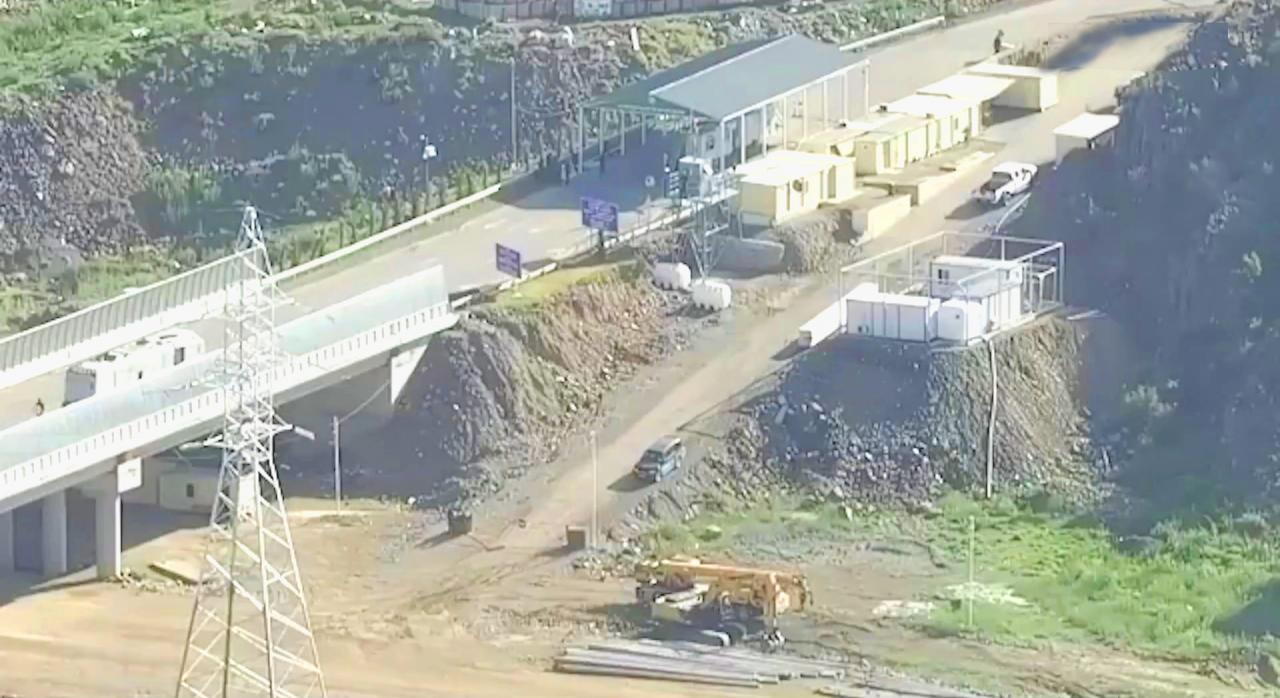
亞塞拜然在哈卡里橋附近設立的檢查站

2022年12月22日，受亞塞拜然政府組織、自稱為「環保人士」的民眾封鎖了拉欽走廊，聲稱為抗議阿爾察赫境內的非法採礦活動，並只允許親亞塞拜然政府的記者進入報導。封鎖中斷了阿爾察赫食品、藥品與燃料的進口，造成嚴重人道危機。阿爾察赫境內物資短缺，被迫進行緊急物資配給，失業率也大幅上升。許多觀點認為此次封鎖為亞塞拜然發動混合戰爭的一部份。
封鎖開始後，只有紅十字國際委員會與俄羅斯維和部隊的車輛被允許通過拉欽走廊，亞美尼亞政府透過紅十字會輸送了一些急用物資，紅十字會車輛也將阿爾察赫急重症的病患載往亞美尼亞治療。封鎖期間，阿爾察赫的能源、電力與網路數次被切斷。最初幾天亞塞拜然一度切斷對阿爾察赫的天然氣供應管道，短暫恢復後又於2023年1月17日、1月28日、2月6日與3月10日再次將其切斷。1月10日對阿爾察赫供電唯一的高壓電線被損毀，亞塞拜然阻止維修團隊前往，阿爾察赫因此每日限電6小時；1月12日連接阿爾察赫唯一的網路寬頻電纜被損毀，隔日由亞美尼亞的團隊修復。

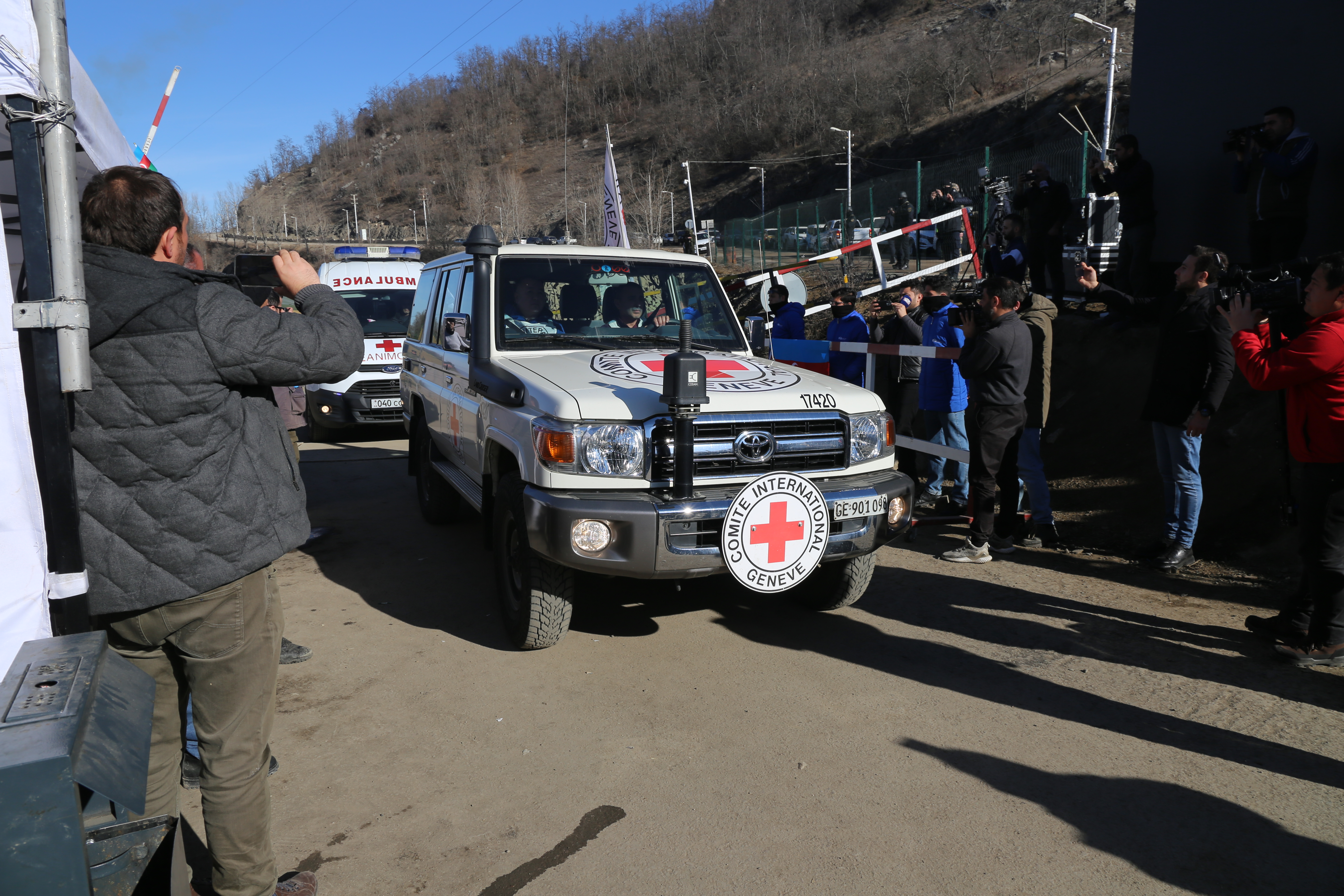
紅十字國際委員會的車輛通過封鎖中的拉欽走廊

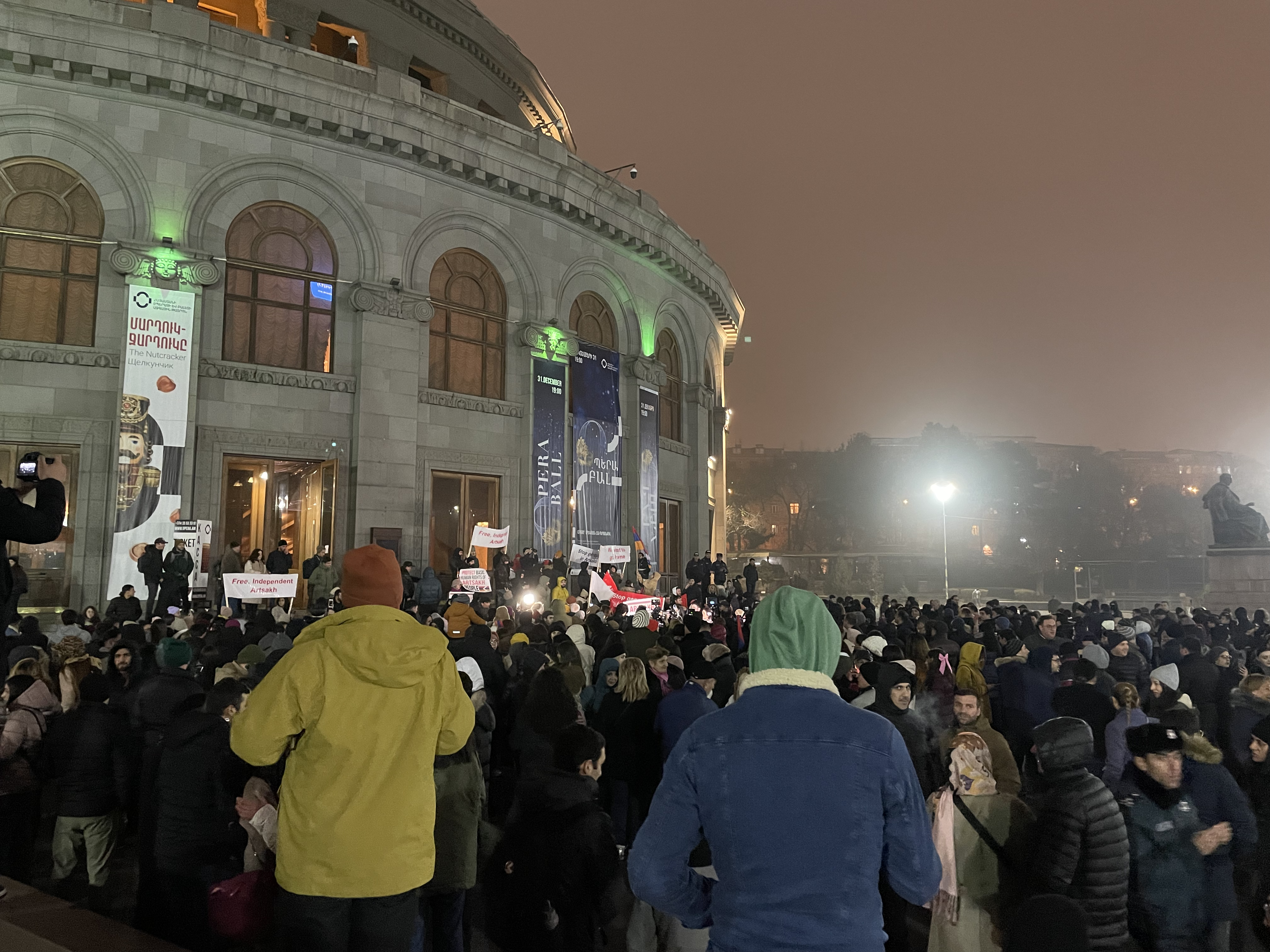
亞美尼亞首都葉里溫上街抗議亞塞拜然封鎖阿爾察赫的群眾

3月25日，亞塞拜然方進佔了拉欽走廊北方一條連接斯捷潘納克特與數個舒沙地區村落的土路（拉欽走廊的替代道路），聲稱亞美尼亞方使用此路運送武器。4月23日，亞塞拜然在拉欽走廊中間（哈卡里橋俄軍維和部隊基地的附近）設立了一座檢查站，此舉違反2020年停火協定，俄羅斯、美國、法國、英國與加拿大等國均表示關切或譴責，但有影片顯示檢查站設立之時一旁的俄軍並未加以干涉。4月28日，亞塞拜然自稱為環保人士的抗議群眾在與總統代表會面後，宣布終止抗議行動，亞塞拜然國營媒體表示抗議者對政府在拉欽走廊設立檢查站感到非常滿意。6月15日起，阿塞拜疆加强封锁，红十字会和俄罗斯维和人员的所有食品、燃料和药品運輸通道均遭到封锁。
2023年9月，亞塞拜然對阿爾察赫發起大規模進攻，佔領阿爾察赫全境，封鎖宣告結束。

## 各方反應
阿爾察赫政府提出讓國際環保組織介入以解決爭議，但亞塞拜然政府拒絕與阿爾察赫政府代表溝通，提出解封條件為讓亞塞拜然的政府代表進入阿爾察赫。數個國家政府與國際組織均譴責此次封鎖，認為其違反了2020年納戈爾諾-卡拉巴赫停火協議中，亞塞拜然對拉欽走廊雙向運輸流通的承諾，也有學者、組織提出如此封鎖已出現種族滅絕的部份條件。研究納戈爾諾-卡拉巴赫衝突的英國學者湯瑪斯·德·瓦爾指出亞塞拜然方的抗議人士肯定是由亞塞拜然政府派出的，並將其比擬為2014年俄羅斯聯邦併吞克里米亞時派出的「小綠人」。
2023年2月22日，國際法院裁定要求亞塞拜然「採取一切可能措施以確保拉欽走廊人員、車輛與物資的雙向貫通」，但封鎖迄今仍持續中，對亞美尼亞與亞塞拜然的和平進程造成重大威脅。

### 衝突各方

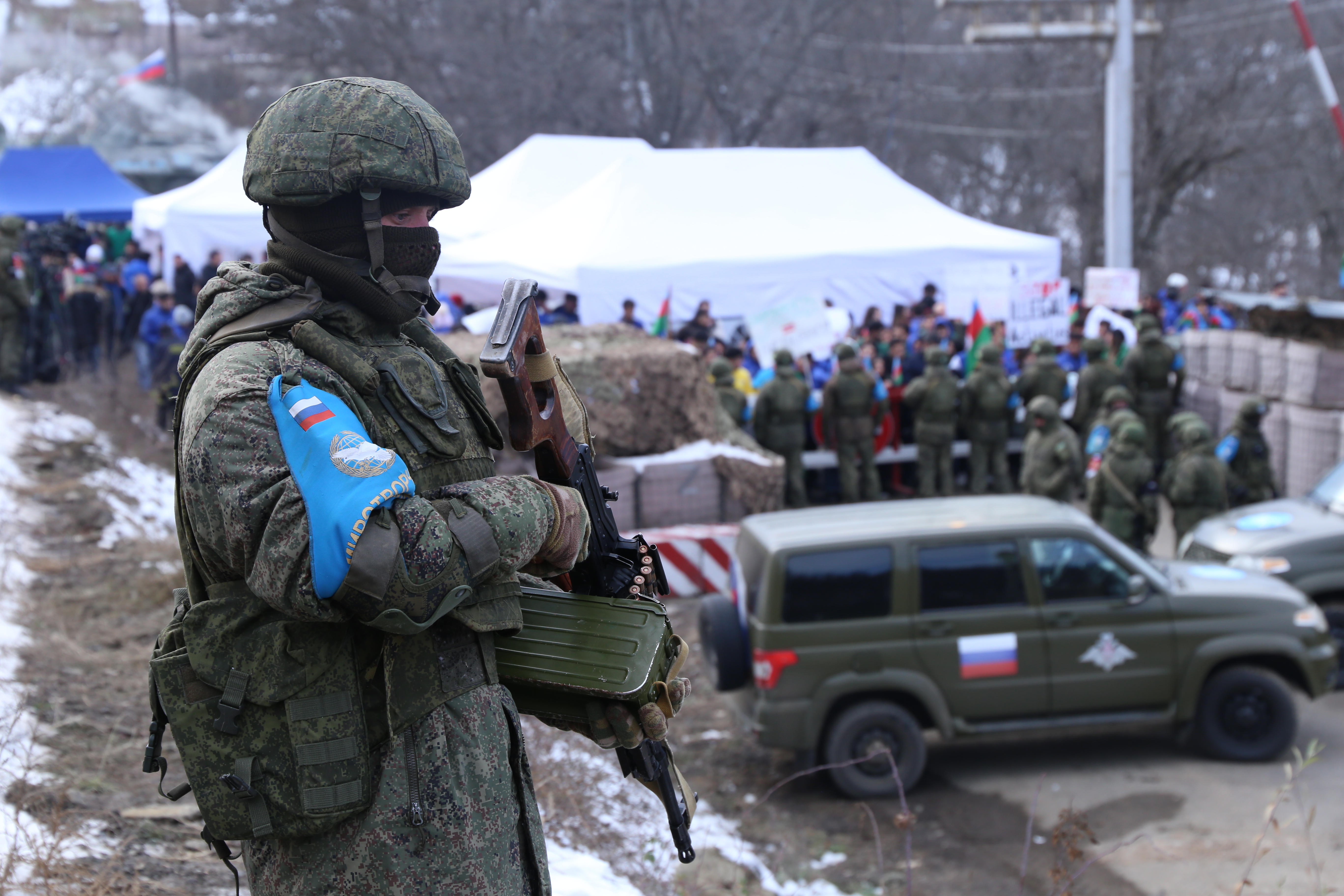
封鎖期間的俄羅斯維和部隊成員

亞美尼亞政府表示亞塞拜然如此挑釁的行為會造成大規模人道主義危機，該國總理並批評俄羅斯維和部隊的不作為，還有亞美尼亞官員指出俄羅斯利用此次封鎖逼迫亞美尼亞作出開通赞格祖尔走廊、加入俄白聯盟國等讓步（俄方對此則否認）。亞美尼亞總統瓦哈根·哈恰圖良指出亞塞拜然未盡其維持拉欽走廊暢通的責任，過去每天有約300至400輛車輛途經此路，但封鎖40天以來總共只有約400輛車載運人道物資通過。阿爾察赫總統阿拉伊克·阿魯秋尼揚表示亞塞拜然如此具侵略性、恐嚇當地居民的行為令人完全無法接受。亞塞拜然政府則持續否認封鎖，聲稱拉欽走廊的民間運輸無礙，並將對卡拉巴赫的亞美尼亞居民提供人道援助，外交部發言人稱封鎖為「假新聞」，亞塞拜然總統伊利哈姆·阿利耶夫稱讚參與抗議的民眾，認為他們向世界展示了亞塞拜然青年的高貴品質，並稱將此事件稱為封鎖「並不公平」。封鎖發生後三天，俄羅斯外交部發言人瑪麗亞·扎哈羅娃稱俄方正致力於解決當地局勢，外交部長拉夫羅夫表示正在調查亞塞拜然提出亞美尼亞經拉欽走廊運送地雷的指控，並相信情況可以很快得到解決。

### 其他國家
- 巴西：大使呼籲雙方展開對話，並指任何封鎖都會危害納戈爾諾-卡拉巴赫居民的生活，並威脅亞美尼亞與亞塞拜然的和平進程[124]。
- 加拿大：外交部呼籲亞塞拜然解除封鎖[125]。
- 塞普勒斯：外交部呼籲亞塞拜然解除封鎖、恢復天然氣供應[126]。
- 愛沙尼亞：外交部對封鎖對當地居民造成嚴重痛苦表示關切[127]。
- 法國：外交部呼籲無條件解除對拉欽走廊的封鎖，並尊重納戈爾諾-卡拉巴赫亞美尼亞居民的權益[128]。法國國民議會議長娅埃尔·布朗-皮韦訪問葉里溫期間表示法國關切對納戈爾諾-卡拉巴赫的封鎖與日益嚴重的人道危機，雙方應盡快恢復對話，但她也表示法國不會對亞塞拜然進行制裁[129]。
- 德國：德國外交部長安娜琳娜·貝伯克呼籲立即重開拉欽走廊，強調封鎖的人道危機後果[130]。
- 希臘：外交部呼籲亞塞拜然立即確保拉欽走廊暢通[131]。
- 愛爾蘭：外交部呼籲亞塞拜然立即無條件恢復拉欽走廊的自由與安全[132]。
- 黎巴嫩：外交部表示對拉欽走廊封鎖、當地居民生活受到的影響深表遺憾[133]。
- 立陶宛：外交部對拉欽走廊持續的封鎖、造成納戈爾諾-卡拉巴赫嚴重的人道危機表示關切[134]。
- 盧森堡：外交部長呼籲亞塞拜然確保拉欽走廊暢通[135]，稱納戈爾諾-卡拉巴赫是亞美尼亞人的家園，沒有人有權封鎖拉欽走廊[136]。
- 荷蘭：外交部呼籲停止封鎖拉欽走廊，並呼籲亞美尼亞與亞塞拜然重新展開和平談判[137]。議會通過決議，要求政府呼籲歐洲委員會對亞塞拜然施壓，停止對阿爾察赫居民的敵意[138]。
- 挪威：外交部長呼籲亞塞拜然確保拉欽走廊運輸的安全[124]。
- 波蘭：議會一致通過決議，呼籲亞塞拜然立即無條件解除對拉欽走廊的封鎖[139]。
- 西班牙：議會一致通過決議，呼籲亞塞拜然旅行2020年停火協議，保證拉欽走廊運輸的自由與安全[140][141]。
- 土耳其：駐亞塞拜然大使Cahit Bağcı親赴封鎖現場，在推特發文表示「卡拉巴赫屬於亞塞拜然」[142]。
- 英國：歐洲事務部長利奧·多徹蒂對封鎖拉欽走廊、在冬季阻斷天然氣供應表達關切[143][144]。
- 美國：美國國務院發言人內德·普萊斯、美國國家安全顧問傑克·沙利文表示此封鎖會造成嚴重人道危機，呼籲亞塞拜然恢復拉欽走廊的自由運輸[145][146][147]。五名議員發表聯合聲明「亞塞拜然人唯一得以自由抗議的場合即是對亞美尼亞人生命造成威脅時，非常令人擔憂。我們呼籲美國、歐洲的夥伴使用一切外交手段，停止此一明顯由亞塞拜然造成的危機[148]。」2023年1月4日，洛杉磯市長致信美國總統拜登，呼籲美國政府幫助阿爾察赫人民[149]。
- 烏拉圭：議會呼籲亞塞拜然停止封鎖，停止騷擾阿爾察赫居民，對阿爾察赫居民表達支持[150][151][152]。
- 梵蒂岡：教宗方濟各對當地居民的人道危機表示關切[153]。1月29日再次呼籲和平解決拉欽走廊的嚴重人道危機，稱封鎖對當地居民「不人道」[154]。

### 國際組織
- 歐盟：歐盟呼籲亞塞拜然確保拉欽走廊運輸的自由，並指封鎖將造成當地居民嚴重的人道危機[155][156][157]。歐洲議會安全與防衛理事會主席纳塔莉·卢瓦索表示歐盟應採取經濟手段促使亞塞拜然解除封鎖，稱「我們不能在保衛普世價值時退縮。如果我們不作為，誰會去做[158]？」欧盟外交和安全政策高级代表何塞普·博雷利則表示歐盟不考慮對亞塞拜然進行制裁，將透過對話解決問題[159]。
- 歐洲委員會：人权专员杜尼娅·米亚托维奇（英语：Dunja Mijatović）呼籲拉欽走廊立即恢復運輸，以避免納戈爾諾-卡拉巴赫的人道危機惡化[160]。
- 聯合國：聯合國安全理事會討論了封鎖一事，安理會各方均呼籲亞塞拜然保證拉欽走廊運輸的自由與安全，但會議並未發布決議[161]。
- 聯合國兒童基金會：表示拉欽走廊封鎖對當地兒童造成影響，若封鎖持續下去，會有更多兒童缺乏基本糧食與其健康成長所需的其他資源，也造成許多兒童被迫與父母或監護人分離[162]。
- 集體安全條約組織：秘書長斯坦尼斯拉夫·扎斯（英语：Stanislav Zas）稱封鎖一事不屬該組織的責任範圍[163][164]。